# 東林黨爭
東林黨爭是指明朝晚期東林黨與非東林黨之間的争斗。東林黨是明末以江南士大夫為主的政治集團。在東林黨之外，還有浙党、齐党、楚党、昆党、宣党等，統稱為非東林黨，東林黨爭幾乎是東林黨與全國非東林黨集团之爭。

## 東林黨簡介
從萬曆時代的國本之爭、妖書案、明末三案、京察之爭，就有東林黨爭的影子。萬曆三十二年（1604年），吏部郎中無錫人顧憲成因為得罪了皇帝而被罷官，他與高攀龍、錢一本等在宋代楊中立主講的無錫東林書院，開始講學，提倡「知輔行主」、「崇實黜虛」、「學問不貴空談，而貴實行」、「學問必須躬行實踐方有益」等，而「講習之餘，往往諷議朝政，裁量人物」，常常和書院中人議論朝政，抨擊宦官。他們漸漸形成了一個在野集團，被稱為「東林黨」。《明史·孙丕扬传》说：“南北言官群击李三才、王元翰，连及里居顾宪成，谓之‘东林党’。”他們主張開放言路、實行改良時政等意見，得到廣泛支持，同時遭到朝臣、宦官的激烈反對。同時期的浙江寧波人沈一貫糾集在京的浙江籍官僚，結成東林黨的反對派，被稱作“浙黨”。以湖北人官應震、吳亮嗣為主的“楚黨”，和山東人亓诗教的“齊黨”皆依附於浙黨。其它以地緣關係結成的黨派還有‘宣黨’和‘崑黨’，這些合稱“齊楚浙黨”。齊楚浙黨與東林黨相互攻擊，甚至禍及邊疆軍事，是為“東林黨爭”。
黨爭綿延數十年，幾無寧日。《王學質疑》提要說：“夫明之亡，亡於門戶；門戶始於朋黨；朋黨始於講學。”夏允彝《幸存录》在「门户大略」说：“自万历以前，未有党名，及四明（沈一贯）为相，以才自许，不为人下，而一时贤者如顾宪成、孙丕扬、邹元标、赵南星之流，蹇谔自负，每相持。附四明者，言路亦有人。而宪成讲学于东林，名流咸乐于趋之，此东林、浙党所自始也。”《弘光朝偽東宮偽後及黨禍紀略》亦載：“黨禍始於萬曆間，浙人沈一貫為相，擅權自恣，多置私人於要路；而一時賢者如顧憲成、高攀龍、孫丕揚、鄒元標、趙南星之屬，氣節自許，每與政府相持。而高、顧講學於東林，名流咸樂附之，此東林黨禍所自始也。”

## 黨爭起源：京察之爭
1593年4月（萬曆二十一年三月）由吏部尚書孫鑨、左都御史李世達和考功司郎中趙南星主持的癸巳京察，臣僚乘机徇私毁誉，结援同党，有大批的大臣被罢免，吏部文选郎吕胤昌、给事中王三余，均被斥黜，引起轩然大波。事後言官又劾论吏部稽勋司员外郎虞淳熙、兵部职方郎中楊于庭、主事袁黄（袁了凡）。
1605年（萬曆三十三年）東林黨人楊時喬与左都御史温纯主持乙巳京察，距癸巳已十二年，期間爆發了“伪楚王案”，形成沈一贯与沈鲤兩大集團的鬥爭，沈鲤藉機貶謫浙黨官員给事中錢夢皐、钟兆斗及御史张似渠、于永清，沈一贯則称病闭门家居，最後内阁只剩朱赓一人，叶向高曾說“廊庙空虚一也；上下否隔二也；士大夫好胜喜争，三也；多藏厚积必有悖出之釁，四也；凤声气习日趋日下莫可挽回，五也”。
1611年（万历三十九年）辛亥京察，由年届八十的吏部尚书孙丕扬主持，徐绍吉、周永春等策划倾覆东林，被吏部右侍郎王图制止。這時期朝廷的黨爭形成南党和北党之爭，互相攻击，京畿道御史徐兆魁说：“东林所至，倾动一时，能使南北交攻，角胜党附”。日後阁部大臣，长久缺员，萬曆帝亦置之不理，《资治通鉴三编發明》说：“楚宗事至是几十年矣，而廷臣犹以世卿右王之故，相继论劾，借端攻击，报复相寻，朝事已不可问”。叶向高先后上疏百余次，力陈：“今自阁臣至九卿台省，曹署皆空，南都九卿亦只存其二”，“陛下万事不理，以为天下长如此，臣恐祸端一发不可收也”。吏部尚书孙丕扬曾推荐沈鲤、郭正域、顾宪成、赵南星、高攀龙等，神宗一概不理。
1617年（萬曆四十五年）浙黨吏部尚书郑继之主持丁巳京察，是神宗朝最后一次京察，齐（亓诗教、周永春）、楚（官应震、吴亮嗣）、浙（姚允文、刘廷元）三党大肆斥逐東林黨人。至此朋党之争，愈演愈烈。
1620年（泰昌元年）的移宮案中，楊漣、左光斗等東林黨人擁立太子朱由校繼位有功，趙南星、高攀龍、顧大章、夏嘉遇、周宗建等重新啟用。1623年（天啟三年）東林黨人主京察，又逐齊楚浙黨，明末考核京官的制度成為黨爭的工具。明末國子監祭酒倪元璐说：“其始天子静摄，听臣工群类之自战而不为之理，所谓鼠鬥穴中，将勇者胜耳。故其时其血玄黄，时胜时败”
1623年（天啟三年）京察，趙南星掌吏部，力斥浙黨、齊黨、楚黨等三黨官員亓詩教、趙興邦、官應震、吳亮嗣等“先朝結黨亂政”，議當罷黜。

## 東林黨獄
明熹宗時，政治極度腐敗，東廠提督宦官魏忠賢，獨攬大權，但是因魏忠賢受到東林黨人的排斥，只好結合了齊、楚、浙黨等失意的士大夫，組成閹黨，因為反對者甚夥，忠賢施行恐怖統治，他控制廠衛特務機構，爪牙遍及各地，實行血腥鎮壓。他又拆毀全國書院，許多東林人物被迫害，朝野忠良盡去，邊防將帥或貶或死，如熊廷弼被下狱问斩，不只是因為辽东失守，也是由於魏忠賢的陷害，最後以“坐贓行賄”罪遇害。天启六年，魏忠贤又逼死了高攀龍、杀害了周宗建、黃尊素、李应升等東林七君子，东林书院被全部拆毁，讲学亦告中止。东林党在北京朝廷中显露了的势力幾被消灭殆盡，時東林“纍纍相接，駢首就誅”，但东林党根基深厚，势力仍在，并且东林党南方的力量幾乎未被触动，这也是日后崇祯登基后东林党反扑的力量来源。
崇祯帝繼位後，對東林黨的迫害才告停止，東林黨在崇禎初年暫時抬頭，但崇祯帝又說：“朕御極之初，撤還內鎮，舉天下大事悉以委大小臣工，比者多營私圖，罔恤民艱，廉謹者又迂疏無通。”在斬殺袁崇煥後，東林黨的聲勢又告衰落。皇帝最後只能信任宦官，閹黨勢力復起。
東林諸君子大都知直不知曲，對個人聲名之看重甚于國家利益，爭意氣而不爭是非，君臣之間尤喜意氣用事，明神宗則因為立儲一事與大臣反復較量，號稱國本之爭，最終雖屈服於眾意，竟置宗廟社稷于不顧，深居後宮，不上朝理政達三十年之久。黃宗羲《明儒學案》說：“天下君子以清議歸於東林，廟堂亦有畏忌。”“東林中亦多敗類，及攻東林者，亦間有清操之人。”“方東林勢盛，羅天下清流，士有落然自異者，詬誶隨之矣。”凡不合東林人士法眼者，就被視為小人，齊、楚、浙黨不一定心服閹黨，但一時走投無路，大多投靠魏忠賢門下。魏忠賢的助手魏廣微之父魏見泉生前和趙南星、顧憲成是好友。魏廣微當了大學士後，以子侄輩的禮數三次登門拜訪，但趙南星卻因為魏廣微與魏忠賢有交情，絕不與通，更逢人便說“見泉無子”，以羞辱魏廣微。於是廣微深恨不已，慫恿忠賢鎮壓東林黨人。近人高陽批評趙南星“正氣可敬，卻微嫌剛愎，行事直道而行，不說後果，因而把一些游離分子都逼到閹黨那面”。美国学者贺凯（Charles O.Hucker）在《明末的东林运动》一文说：“明末东林运动的失败，代表传统儒家价值观念与现实恶劣政治势力斗争的一个典型，他们是一支重整道德的十字军，但不是一个政治改革的士大夫团体。”

## 南明時期
東林黨與閹黨之爭，一直延續到南明；閹黨的阮大鋮打擊東林黨人向來不遺餘力，本來阮大鋮和東林諸君子關係不錯，但受到趙南星的打壓，最後乾脆倒向閹黨。當時東林黨人因為與國本之爭時，與福王朱由崧的先人朱常洵有過節，力主擁立潞王朱常淓，所以史可法寫信給馬士英說明福王朱由崧「七不可立」，馬士英卻搶先擁立福王。史可法在東林黨與閹黨之間兩難。傳奇《桃花扇》記載阮大鋮刻意逢迎復社的吳應箕、沈昆銅、沈眉生等人，結果反被責打一頓，後來阮成為南明重臣，立刻展開報復行動。
永曆朝又有所谓吳楚黨争，是瞿式耜與广东军阀李成栋、广西军阀庆国公陈邦傅之間的鬥爭，楚党的幕后人物为瞿式耜和李元胤、袁彭年、丁时魁、蒙正發。吴党有堵胤锡、陈邦傅、王化澄、朱天麟。堵胤锡等人主张联合原大顺军和大西军。何腾蛟、瞿式耜則排斥農民軍。吳、楚黨爭使得南明與大順軍、大西軍的戰力始終無法整合，最後亡於清軍之手。

## 南北黨爭
甚至是到了清初都還有明末黨爭的陰影，如順治時期馮铨與陳名夏的北黨與南黨之爭，馮铨原是依附魏忠賢的閹黨，而陳名夏是東林黨之後。清初大量引用明朝旧宦，明末党争的弊端在清初政局立即反映，顺治二年（1645年）七月，浙江御史吴达上疏弹劾阉党余孽冯铨及其党羽孙之獬等，给事中许作梅、莊宪祖等纷纷上疏支持吴达。多尔衮最初未表态，终于决定支持冯铨一派，公開申斥龚鼎孳，並将李森先革职。孙之獬也被革职，永不叙用。
康熙時，黨爭與满族權貴内部矛盾纠缠在一起，康熙時期的朋黨主要有鼇拜黨、明珠黨、索額圖黨、皇子黨等。康熙帝深知黨爭之害，但鑑於滿、漢之間的矛盾，卻也不加以整頓，他與滿人贵族談話總稱漢人官員為“蠻子”，甚至罵道：“蠻子那（哪）有一個好人！”「但謂明之亡、亡于太監，則朕殊不以為然。明末朋黨紛爭，在廷諸臣置封疆社稷於度外，惟以門戶勝負為念，不待智者，知其必亡。」